# Johann Gottfried Fortmann
Johann Gottfried Fortmann (* um 8. März 1756 in Hameln; † 10. März 1815 in Lauenburg) war ein deutscher Verwaltungsjurist.

## Leben
Johann Gottfried Fortmann war Sohn des Hof-Fouriers Johann Heinrich Fortmann und kam am 2. Dezember 1771 aus Hannover zum Studium der Rechtswissenschaften an die Georg-August-Universität Göttingen. Sein Studentenleben als Mitglied der Hannoverschen Landsmannschaft und des Studentenordens ZN bis Michaelis 1775 ist durch sein erhaltenes studentisches Stammbuch überliefert. Als Besonderheit enthält es für Göttingen erstmals einklebte Schattenrisse bei den Einträgen seiner Kommilitonen.
Nach Beendigung des Studiums Michaelis 1775 wurde er Auditor beim Gerichtsschulzenamt in Hannover. Dort ließ er sich 1780 als Advokat nieder. 1787 trat er in den Verwaltungsdienst des Kurfürstentums Braunschweig-Lüneburg ein und wurde 1787 Amtsschreiber bei der Burgvogtei Celle. 1797 wurde er als Amtsschreiber und Zweiter Beamter an das Amt Lauenburg/Elbe versetzt, wo er auch als Magazin-Kornrechnungsführer tätig war. 1803 erhielt er den Titel Amtmann, blieb aber Zweiter Beamter.